# Powiat Hof
Powiat Hof (niem. Landkreis Hof) – powiat w Niemczech, w kraju związkowym Bawaria, w rejencji Górna Frankonia, w regionie Oberfranken-Ost.
Siedzibą powiatu Hof jest miasto na prawach powiatu Hof, które jednak do powiatu nie należy.

## Podział administracyjny
W skład powiatu Hof wchodzi:
- dziewięć gmin miejskich (Stadt)
- pięć gmin targowych (Markt)
- trzynaście gmin wiejskich (Gemeinde)
- cztery wspólnoty administracyjne (Verwaltungsgemeinschaft)
- cztery obszary wolne administracyjnie (gemeindefreies Gebiet)

Miasta:
| Lp. | Nazwa miasta               | Ludność (31.12.2011) | Powierzchnia km² |
| --- | -------------------------- | -------------------- | ---------------- |
| 1   | Helmbrechts                | 8.765                | 58,66            |
| 2   | Lichtenberg                | 1.089                | 9,47             |
| 3   | Münchberg                  | 10.752               | 68,78            |
| 4   | Naila                      | 8.014                | 37,05            |
| 5   | Rehau                      | 9.419                | 80,34            |
| 6   | Schauenstein               | 1.982                | 26,66            |
| 7   | Schwarzenbach am Wald      | 4.688                | 36,50            |
| 8   | Schwarzenbach an der Saale | 7.181                | 59,10            |
| 9   | Selbitz                    | 4.446                | 27,70            |

Gminy targowe:
| Lp. | Nazwa gminy targowej   | Ludność (31.12.2011) | Powierzchnia km² |
| --- | ---------------------- | -------------------- | ---------------- |
| 1   | Bad Steben             | 3.444                | 25,84            |
| 2   | Oberkotzau             | 5.501                | 21,51            |
| 3   | Sparneck               | 1.637                | 16,36            |
| 4   | Stammbach              | 2.366                | 34,66            |
| 5   | Zell im Fichtelgebirge | 2.117                | 31,24            |

Gminy wiejskie:
| Lp. | Nazwa gminy  | Ludność (31.12.2011) | Powierzchnia km² |
| --- | ------------ | -------------------- | ---------------- |
| 1   | Berg         | 2.364                | 38,93            |
| 2   | Döhlau       | 4.044                | 15,25            |
| 3   | Feilitzsch   | 2.847                | 30,21            |
| 4   | Gattendorf   | 1.094                | 22,18            |
| 5   | Geroldsgrün  | 2.844                | 15,57            |
| 6   | Issigau      | 1.093                | 25,35            |
| 7   | Köditz       | 2.590                | 31,47            |
| 8   | Konradsreuth | 3.313                | 43,32            |
| 9   | Leupoldsgrün | 1.273                | 10,26            |
| 10  | Regnitzlosau | 2.464                | 39,90            |
| 11  | Töpen        | 1.132                | 20,80            |
| 12  | Trogen       | 1.490                | 12,32            |
| 13  | Weißdorf     | 1.187                | 21,90            |

Wspólnoty administracyjne:
| Lp. | Nazwa wspólnoty administracyjnej | Ludność (31.12.2011) | Powierzchnia km² | Liczba gmin |
| --- | -------------------------------- | -------------------- | ---------------- | ----------- |
| 1   | Feilitzsch                       | 6.563                | 85,51            | 4           |
| 2   | Lichtenberg                      | 2.182                | 28,16            | 2           |
| 3   | Schauenstein                     | 3.255                | 39,92            | 2           |
| 4   | Sparneck                         | 2.824                | 38,25            | 2           |

Obszary wolne administracyjnie:
| Lp. | Nazwa obszaru               | Ludność (31.12.2011) | Powierzchnia km² |
| --- | --------------------------- | -------------------- | ---------------- |
| 1   | Forst Schwarzenbach am Wald | niezamieszkany       | 8,28             |
| 2   | Gerlaser Forst              | niezamieszkany       | 5,83             |
| 3   | Geroldsgrüner Forst         | niezamieszkany       | 16,71            |
| 4   | Martinlamitzer Forst-Nord   | niezamieszkany       | 6,78             |